# یادبود آلبرت
۵۱°۳۰′۰۹″شمالی ۰°۱۰′۴۰″غربی / ۵۱٫۵۰۲۴۱°شمالی ۰٫۱۷۷۷۴°غربی
یادبود آلبرت (به انگلیسی: Albert Memorial) درست در شمال رویال آلبرت هال در باغ کنزینگتون لندن، توسط ملکه ویکتوریا به یاد همسر محبوبش شاهزاده آلبرت که در سال ۱۸۶۱ درگذشت، سفارش داده شد. این بنا توسط جورج گیلبرت اسکات بر مبنای معماری نو گوتیک طراحی شد، سایبان یا غرفه پرآذینی به ارتفاع ۱۷۶ فوت (۵۴ متر)، به سبک سیبوریوم گوتیک بر فراز محراب بلند کلیسا که مجسمه شاهزاده رو به جنوب را در خود جای داده است قرار دارد. بیش از ده سال طول کشید تا این بنا تکمیل شود، هزینه ۱۲۰٬۰۰۰ پوندی آن (معادل حدود ۱۰٬۰۰۰٬۰۰۰ پوند در سال ۲۰۱۰) با اشتراک عمومی تأمین شد.
این بنای یادبود در ژوئیهٔ ۱۸۷۲ توسط ملکه ویکتوریا با مجسمهٔ آلبرت در سال ۱۸۷۶ افتتاح شد و از سال ۱۹۷۰ در فهرست بناهای درجه‌یک قرار گرفته است.